# 大湾镇 (桂平市)
大湾镇，是中华人民共和国广西壮族自治区贵港市桂平市下辖的一个乡镇级行政单位。

## 行政区划
大湾镇下辖以下地区：
大湾社区、大湾村、耀团村、界岭村、山塘村、下山村、天堂上村、天堂下村、平塘村、大坪村、硬塘村、新桂村、里各村、安担村、新安村、双岭村、必祝村和榄塘村。